# 楊靖恭
楊靖恭（?—?），河南省祥符縣人，清朝政治人物、進士出身。
光緒三十年，會試第264名；殿試登進士三甲第147名，后分發為知縣。